# Station thermale de La Léchère-les-Bains
La station thermale de La Léchère-les-Bains est un complexe thermal situé sur la commune de  La Léchère, dans le département de la Savoie, comprenant un centre thermal, un spa thermal, un hôtel et un restaurant. Les vertus curatives de ses eaux s'appliquent essentiellement à la rhumatologie, à la phlébologie et à la gynécologie. Unique station thermale indépendante en Rhône-Alpes, La Léchère-les-Bains accueille plus de 6 000 curistes par an et sa gestion est confiée à une société d'économie mixte (SEM), la société des eaux thermales de La Léchère.

## Géographie

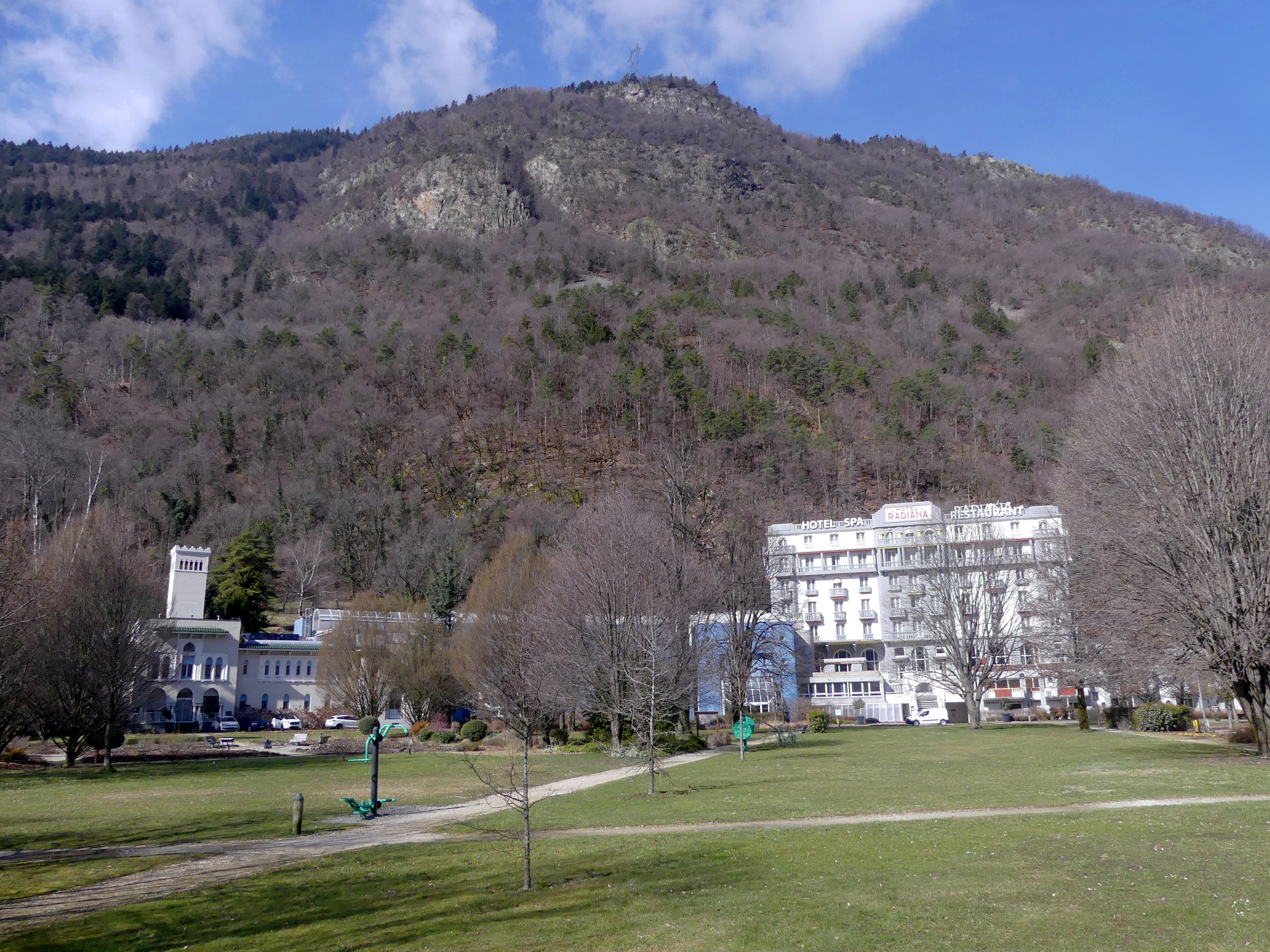
Parc et station thermale en hiver.

Située à 440 m d'altitude sur la commune de  La Léchère, dans la vallée de la Tarentaise, entre Albertville et Moûtiers, le site thermal de la Léchère-les-Bains est implanté au pied du massif de la Lauzière. Son parc thermal est traversé par l'Isère .

## Historique

### Découverte de la source thermale
La source thermale a été découverte le 13 mai 1869 par M. Martinet, un paysan du hameau de Doucy,. En 1888, deux puits sont forés et l'eau envoyée pour analyse à l'École des mines de Paris. En 1897, le premier établissement de bains est construit et le premier café hôtel accueille les premiers curistes en 1900. En 1912, un ancien élève de l'École nationale d’horticulture et un ingénieur constructeur d'appareils de chauffage créent La Société des forceries de La Léchère. L'eau thermale, émergeant à près de 60 °C, est utilisée alors pour la culture de fruits et légumes sous serre. Cette méthode de culture agricole et horticole, c'est le « forçage ». Le bâtiment thermal voit fleurir à ses pieds un immense champ de serres. Le premier melon est expédié à Paris en 1913. La Société disparaîtra au début de la Première Guerre mondiale.

### Années 1930
En 1925, les terrains et la source sont rachetés par Jean Stern et son épouse Fira. Un nouvel établissement thermal de style néo-mauresque voit le jour en 1928. En 1930, l'hôtel Radiana est construit pour accroître les capacités d'accueil de la station et devient l'un des premiers palaces de la vallée. Le 31 août 1930, Édouard Herriot, maire de Lyon, futur président du conseil et de l'Assemblée nationale vient poser la première pierre. Le Radiana et La Léchère séduisent des écrivains (Paul Morand, Victor Margueritte) comme des membres de la famille royale belge et suédoise, venus faire une cure de jouvence en Savoie. La station attire également curistes et touristes, en grande majorité des femmes, conquises par les publicités de l'époque, au slogan prometteur : « La Léchère rajeunit la femme ».

### Années 1950 à 1960
Après la Seconde Guerre mondiale, la famille de Jean Stern et de son épouse Fira reprend les commandes de la station et poursuit son développement. La bourgeoisie défile à La Léchère. Édouard Herriot, le baron Empain et des avocats célèbres de l'époque comme Moro Giaffredi (avocat de l'affaire Landru) s'y rendent régulièrement.

### Années 1980 à 1990
En 1985, le district du bassin d'Aigueblanche (future CCVA) devient propriétaire de la station. Il en confie deux ans plus tard l'exploitation à la Société des eaux thermales de La Léchère (SAEM). En 1988, le Centre de recherche universitaire de La Léchère (CRULL) s'installe dans la station sous la direction du professeur Carpentier.

### En 1992, le drapeau olympique flotte sur La Léchère
À l'occasion des Jeux Olympiques d’Albertville, 22 500 journalistes de divers pays affluent à la Léchère. Plus de 400 postes de travail sont installés, des centaines d'ordinateurs, des écrans géants retransmettent les compétitions dans le centre de presse construit pour l'occasion. Depuis, ces 1 600 m2 d'infrastructures sont réservés aux colloques, séminaires, conférences et réunions. La salle de presse est devenue une médiathèque, la salle d'accueil un gymnase et la salle de retransmission une salle de spectacle.

### Années 2000
En 2004-2005, les « Thermes bleus », puis les « Thermes blancs » de style mauresque, sont restaurés, réaménagés et modernisés pour apporter plus de confort aux curistes. En 2012, la station inaugure le plus grand spa thermal de Savoie (1 500 m2) puis, en 2015, lance le grand chantier de rénovation des chambres du Radiana. Deux plans de soutien au thermalisme sont impulsés en 2016 et 2020 par le Conseil régional Auvergne-Rhône-Alpes.

## Indications thérapeutiques
La Léchère-les-Bains est agréée pour trois orientations thérapeutiques (phlébologie, rhumatologie, gynécologie) traitées par des cures de 18 jours et des mini-cures de 6 jours. Puisée à 205 mètres de profondeur, sous le socle rocheux, l'eau de La Léchère appartient à la famille des eaux sulfatées, calciques et magnésiennes. Hyperthermale et fortement minéralisée, elle recèle des oligo-éléments tels que le strontium et le lithium aux effets favorables dans les cas d'anxiété légère et de troubles du sommeil.

## Géothermie
La mise en place d'un système géothermique en 2012 puis en 2014, a mis fin au recours aux énergies fossiles coûteuses et génératrices de gaz à effet de serre. Utilisant de l'eau à 10° provenant d'une galerie de l'Électricité de France (EDF) située à proximité, ce système fait transiter l'eau par des échangeurs thermiques qui alimentent ensuite le circuit de rafraîchissement de l'hôtel, via une soufflerie douce dans les thermes et le spa, ainsi que des ventilo-convecteurs plafonniers installés dans les chambres de l'hôtel. Ce nouveau système utilise également l'eau thermale à 61° pour chauffer les thermes, l'hôtel et le restaurant. Cette ressource naturelle est également utilisée pour la production d'eau chaude sanitaire. La réduction de l'impact environnemental de l'activité thermale globale est considérable. Il a été évalué que tout autre système de régulation thermique existant aurait nécessité 363 tonnes de dioxyde de carbone (CO2), l'équivalent de 1 million de kilowatts et 30 000 litres de fioul par an.

## Centre de recherche universitaire de La Léchère
Depuis 1988, la station thermale accueille le CRULL dont le directeur est le professeur Patrick Carpentier, chef du service des maladies artérielles, veineuses, lymphatiques et de la micro-circulation au centre hospitalier universitaire de Grenoble. Modèle de partenariat entre une station thermale et la recherche universitaire, le CRULL mise sur la recherche thermale appliquée pour étudier les maladies veineuses.